# Palpita rotundalis
Palpita rotundalis là một loài bướm đêm trong họ Crambidae.